# Circuito Mundial de Voleibol de Praia de 2019
Circuito Mundial de Voleibol de Praia de 2019 foi uma série de competições internacionais organizadas pela Federação Internacional de Voleibol (FIVB). A temporada de 2019 teve início em agosto de 2018, ocorrendo a partir desta data para ambos os gênerosː o torneio categoria uma estrela na Hungria e França; torneios categoria tres  e quatro estrelas na China, cujo anúncio foi divulgado em 8 de junho de 2018, demais torneios serão anunciado com a confirmação do restante do Calendário deste circuito

## Cronograma
Eventos
| Finais do Circuito Mundial (FIVB World Tour Finals) |
| Campeonato Mundial de Vôlei de Praia                |
| Torneio categoria 5 estrelas/Major Series           |
| Torneio categoria 4 estrelas                        |
| Torneio categoria 3 estrelas                        |
| Torneio categoria 2 estrelas                        |
| Torneio categoria 1 estrela                         |

### Masculino
| Torneio                                                                                       | Ouro                                               | Placar                              | Prata                                            | Bronze                                                   | Placar                              | Quarto lugar                                     |
| Aberto de Siófok Siófok,Hungria De 23 a 26 de agosto de 2018                                  | FrançaRomain Di Giantommaso · Jérémy Silvestre     | 2x1 Relatório (21-15,18-21,15-12)   | LituâniaPatrikas Stankevičius · Matas Navickas   | AlemanhaEric Stadie · Robin Sowa                         | 2x0 Relatório (21-18,21-19)         | SérviaĐorđe Klašnić · Marko Plavšić              |
| Aberto de Montpellier Montpellier,França De 28 de agosto a 1 de setembro de 2018              | FrançaÉdouard Rowlandson · Olivier Barthélémy      | 2x0 Relatório (21–15,21–12)         | FrançaYoussef Krou · Quincy Ayé                  | FrançaRomain Di Giantommaso · Jérémy Silvestre           | 2x1 Relatório (16-21,27-25,15-10)   | Suíça Florian Breer · Yves Haussener             |
| Aberto de Qinzhou Qinzhou,China De 30 de setembro a 4 de outubro de 2018                      | Estados UnidosTri Bourne · Trevor Crabb            | 2x0 Relatório (21–18,21–9)          | RússiaTaras Myskiv · Valeriy Samoday             | BélgicaDries Koekelkoren · Tom van Walle                 | 2x0 Relatório (21–13,21–13)         | AustráliaCole Durant · Damien Schumann           |
| Aberto de Bandar Torkaman Bandar Torkaman,Irã De 2 a 5 de outubro de 2018                     | IrãoBahman Salemiinjehboroun Arash Vakili          | 2x0 Relatório (21–11,22–20)         | IrãoRahman Raoufi Abolhamed Mirzaali             | IrãoAbbas Pourasgari Aghmohammad Salagh                  | 2x0 Relatório (21–16,21–113)        | CazaquistãoAlexey Kuleshov · Artem Petrossyants  |
| Aberto de Babolsar Babolsar,Irã De 9 a 12 de outubro de 2018                                  | IrãoRahman Raoufi Abolhamed Mirzaali               | 2x0 Relatório (21–19,21–19)         | CazaquistãoAlexey Sidorenko · Alexandr Dyachenko | IrãoAlireza Aghajanighasab Abbas Pourasgari              | 2x0 Relatório (21–18,21–16)         | EslovêniaDanijel Pokeršnik · Gašper Plahutnik    |
| Aberto de Yangzhou Yangzhou,China De 10 a 14 de outubro de 2018                               | RússiaIlya Leshukov · Konstantin Semenov           | 2x1 Relatório (14-21,21-19,15-13)   | RússiaViacheslav Krasilnikov · Oleg Stoyanovskiy | BrasilGustavo Carvalhaes · Saymon Barbosa Santos         | 2x0 Relatório (21–0,21–0)           | CanadáSam Pedlow · Sam Schachter                 |
| Aberto de Bandar-e Anzali Bandar-e Anzali,Irã De 16 a 19 de outubro de 2018                   | CazaquistãoAlexey Sidorenko · Alexandr Dyachenko   | 2x0 Relatório (21–0,21–0)           | IrãoBahman Salemiinjehboroun Arash Vakili        | IrãoRahman Raoufi Abolhamed Mirzaali                     | 2x0 Relatório (21–18,21–17)         | IrãoAlireza Aghajanighasab Abbas Pourasgari      |
| Aberto de Las Vegas Las Vegas,Estados Unidos De 17 a 21 de outubro de 2018                    | NoruegaAnders Mol · Christian Sørum                | 2x0 Relatório (21-13,21-17)         | PolóniaMichał Bryl · Grzegorz Fijałek            | RússiaViacheslav Krasilnikov · Oleg Stoyanovskiy         | 2x1 Relatório (21-13,18-21,20-18)   | Estados UnidosTri Bourne · Trevor Crabb          |
| Aberto de Inverno de Ljubljana Ljubljana, Eslovênia De 29 de novembro a 2 de dezembro de 2018 | BielorrússiaAliaksandr Dziadkou · Pavel Piatrushka | 2x0 Relatório (21-19,21-16)         | TurquiaSelçuk Şekerci · Sefa Urlu                | AustráliaPaul Burnett · Maximilian Guehrer               | 2x1 Relatório (16-21,21-9,16-14)    | AlemanhaRobin Sowa · Eric Stadie                 |
| Aberto de Haia Haia,Países Baixos De 2 a 6 de janeiro de 2019                                 | RússiaViacheslav Krasilnikov · Oleg Stoyanovskiy   | 2x0 Relatório (21-11,21-18)         | AlemanhaJulius Thole · Clemens Wickler           | RússiaKonstantin Semenov · Ilya Leshukov                 | 2x1 Relatório (21–17, 14–21, 15–12) | Países BaixosAlexander Brouwer · Robert Meeuwsen |
| Aberto de Vishakhapatnam Vishakhapatnam, Índia De 28 de fevereiro a 3 de março de 2019        | AlemanhaArmin Dollinger · Simon Kulzer             | 2x1 Relatório (w.o)                 | Taipé ChinesaHsieh Ya-jen · Wang Chin-ju         | CanadáSergiy Grabovskyy · Cameron Wheelan                | 2x0 Relatório (21-15,21-17)         | JapãoHitoshi Murakami · Takashi Tsuchiya         |
| Aberto de Sydney Sydney, Austrália De 6 a 10 de março de 2019                                 | ChileMarco Grimalt · Esteban Grimalt               | 2x0 Relatório (21-18,21-12)         | ItáliaEnrico Rossi · Adrian Carambula            | Estados UnidosStafford Slick · William Allen             | 2x0 Relatório (w.o)                 | FrançaYoussef Krou · Édouard Rowlandson          |
| Aberto de Kampong Speu Kampong Speu, Camboja. De 7 a 10 de março de 2019                      | RússiaMaxim Sivolap · Artem Yarzutkin              | 2x0 Relatório (21-18,21-18)         | África do SulGrant Goldschmidt · Leo Williams    | DinamarcaMads Rosager · Jacob Brinck                     | 2x1 Relatório (21-18,18-21,15-10)   | ÁustriaMoritz Kindl · Arwin Kopschar             |
| Aberto de Doha Doha,Catar De 12 a 16 de março de 2019                                         | ChileMarco Grimalt · Esteban Grimalt               | 2x0 Relatório (21-18,21-12)         | Estados UnidosNick Lucena · Phil Dalhausser      | EspanhaPablo Herrera · Adrián Gavira                     | 2x0 Relatório (21-17,23-21)         | PolóniaMichał Bryl · Grzegorz Fijałek            |
| Aberto de Siem Reap Siem Reap, Camboja. De 21 a 24 de março de 2019                           | ÁustriaChristoph Dressler · Alexander Huber        | 2x1 Relatório (16-21,21-13,15-13)   | RússiaMaxim Sivolap · Artem Yarzutkin            | Suíça Quentin Métral · Yves Haussener                    | 2x1 Relatório (18-21,21-10,15-12)   | ÁustriaPeter Eglseer · Florian Schnetzer         |
| Aberto de Satun Satun, Tailândia. De 8 a 11 de abril de 2019                                  | UcrâniaDenys Denysenko · Vladyslav Iemelianchyk    | 2x0 Relatório (21-10,21-14)         | IrãoRahman Raoufi Abolhamed Mirzaali             | CazaquistãoDmitriy Yakovlev · Sergey Bogatu              | 2x1 Relatório (28-26,14-21,15-9)    | TailândiaDunwinit Kaewsai · Kitti Duangjinda     |
| Aberto de Langkawi Langkawi, Malásia. De 11 a 14 de abril de 2019                             | RússiaDaniil Kuvichka · Anton Kislytsyn            | 2x0 Relatório (21-16,21-15)         | RússiaAndrey Bolgov · Vladislav Ermilov          | JapãoTakashi Tsuchiya · Hitoshi Murakami                 | 2x0 Relatório (21-15,21-18)         | PolóniaAdrian Sdebel · Piotr Ilewicz             |
| Aberto de Gotemburgo Gotemburgo, Suécia. De 18 a 21 de abril de 2019                          | BielorrússiaAliaksandr Dziadkou · Pavel Piatrushka | 2x0 Relatório (21-14,21-14)         | LetôniaToms Šmēdiņš · Haralds Regža              | TurquiaSelçuk Şekerci · Sefa Urlu                        | 2x0 Relatório (21-13,21-14)         | SuéciaMartin Appelgren · Alexander Annerstedt    |
| Aberto de Xiamen Xiamen,China De 24 a 28 de abril de 2019                                     | RússiaViacheslav Krasilnikov · Oleg Stoyanovskiy   | 2x0 Relatório (21-19,21-13)         | EspanhaPablo Herrera · Adrián Gavira             | CatarCherif Younousse · Ahmed Tijan                      | 2x1 Relatório (13-21,21-15,15-10)   | ItáliaEnrico Rossi · Adrian Carambula            |
| Aberto de Kuala Lumpur Kuala Lumpur, Malásia De 30 de abril a 5 de maio de 2019               | BrasilAlison Cerutti · Álvaro Filho                | 2x0 Relatório (24-22,21-18)         | Estados UnidosReid Priddy · Theo Brunner         | Estados UnidosJohn Hyden · Ryan Doherty                  | 2x0 Relatório (21-17,21-7)          | AlemanhaAlexander Walkenhorst · Sven Winter      |
| Aberto de Itapema Itapema,Brasil De 15 a 19 de maio de 2019                                   | NoruegaAnders Mol · Christian Sørum                | 2x0 Relatório (21-19,28-26)         | PolóniaMichał Bryl · Grzegorz Fijałek            | Países BaixosSteven Van De Velde · Christiaan Varenhorst | 2x0 Relatório (W.O)                 | PolóniaPiotr Kantor · Bartosz Łosiak             |
| Aberto de Aydın Aydın, Turquia De 15 a 19 de maio de 2019                                     | PolóniaMaciej Rudoł · Jakub Szałankiewicz          | 2x1 Relatório (21-14,19-21,15-13)   | ItáliaAlex Ranghieri · Marco Caminati            | AlemanhaAlexander Walkenhorst · Sven Winter              | 2x0 Relatório (21-16,21-17)         | Países BaixosJasper Bouter · Ruben Penninga      |
| Aberto de Jinjiang Jinjiang,China De 21 a 26 de maio de 2019                                  | NoruegaAnders Mol · Christian Sørum                | 2x1 Relatório (14-21,21-17,15-12)   | BrasilEvandro Gonçalves · Bruno Oscar Schmidt    | BrasilAndré Loyola Stein · George Wanderley              | 2x0 Relatório (21-17,21-10)         | Estados UnidosTri Bourne · Trevor Crabb          |
| Aberto de Boracay Boracay, Filipinas. De 23 a 26 de maio de 2019                              | TailândiaBanlue Nakprakhong · Narongdet Kangkon    | 2x1 Relatório (19-21,22-20,15-8)    | JapãoYuya Ageba · Nobuaki Taira                  | JapãoJumpei Ikeda · Katsuhiro Shiratori                  | 2x1 Relatório (16-21,26-24,16-14)   | ÁustriaMaximilian Trummer · Simon Baldauf        |
| Aberto de Ostrava Ostrava,República Tcheca De 29 de maio a 2 de junho de 2019                 | NoruegaAnders Mol · Christian Sørum                | 2x1 Relatório (17-21,21-15,15-10)   | ChéquiaOndřej Perušič · David Schweiner          | PolóniaMichał Bryl · Grzegorz Fijałek                    | 2x1 Relatório (10-21,21-19,15-7)    | RússiaViacheslav Krasilnikov · Oleg Stoyanovskiy |
| Aberto de Baden Baden-Baden, Alemanha. De 6 a 10 de junho de 2019                             | ÁustriaClemens Doppler · Alexander Horst           | 2x0 Relatório (21-16,21-17)         | RússiaMaxim Sivolap · Artem Yarzutkin            | EspanhaAlejandro Huerta · César Menéndez                 | 2x1 Relatório (21-19,18-21,16-14)   | ÁustriaChristoph Dressler · Alexander Huber      |
| Aberto de Varsóvia Varsóvia,Polônia De 12 a 16 de junho de 2019                               | BrasilEvandro Gonçalves · Bruno Oscar Schmidt      | 2x1 Relatório (11-21,21-17,15-12)   | NoruegaAnders Mol · Christian Sørum              | RússiaIlya Leshukov · Konstantin Semenov                 | 2x1 Relatório (21-19,17-21,16-14)   | RússiaViacheslav Krasilnikov · Oleg Stoyanovskiy |
| Aberto da Ilha de Ios Ios, Grécia. De 14 a 16 de junho de 2019                                | FrançaFlorian Gosselin · Jérémy Silvestre          | 2x1 Relatório (21-16,15-21,15-12)   | RússiaMaxim Sivolap · Artem Yarzutkin            | ChéquiaDavid Lenc · Filip Habr                           | 2x1 Relatório (19-21,21-18,15-11)   | ÁustriaFelix Friedl · Maximilian Trummer         |
| Campeonato Mundial Hamburgo,Alemanha De 28 de junho a 7 de julho de 2019                      | RússiaViacheslav Krasilnikov · Oleg Stoyanovskiy   | 2x1 Relatório (19-21,21-17,15-11)   | AlemanhaJulius Thole · Clemens Wickler           | NoruegaAnders Mol · Christian Sørum                      | 2x1 Relatório (19-21,21-15,15-10)   | Estados UnidosTri Bourne · Trevor Crabb          |
| Aberto de Qidong Qidong, China. De 4 a 7 de julho de 2019                                     | ÁustriaClemens Doppler · Alexander Horst           | 2x0 Relatório (21-18,21-13)         | ÁustriaPeter Eglseer · Florian Schnetzer         | TailândiaSurin Jongklang · Adisorn Khaolumtarn           | 2x0 Relatório (24-22,24-22)         | RússiaMaxim Sivolap · Artem Yarzutkin            |
| Major Series de Gstaad Gstaad, Suíça. De 9 a 14 de julho de 2019                              | NoruegaAnders Mol · Christian Sørum                | 2x0 Relatório (21-17,21-15)         | Países BaixosAlexander Brouwer · Robert Meeuwsen | BrasilEvandro Gonçalves · Bruno Oscar Schmidt            | 2x1 Relatório (16-21,21-17,15-12)   | ItáliaPaolo Nicolai · Daniele Lupo               |
| Aberto de Espinho Espinho,Portugal De 17 a 21 de julho de 2019                                | BrasilAlison Cerutti · Álvaro Filho                | 2x1 Relatório (21-13,15-21,15-9)    | BrasilAndré Loyola Stein · George Wanderley      | LetôniaMārtiņš Pļaviņš · Edgars Točs                     | 2x0 Relatório (21-13,21-18)         | ChileMarco Grimalt · Esteban Grimalt             |
| Aberto de Edmonton Edmonton, Canadá De 17 a 21 de julho de 2019                               | Suíça Nico Beeler · Marco Krattiger                | 2x1 Relatório (21-15,23-25,15-9)    | CanadáGrant O'Gorman · Ben Saxton                | Estados UnidosWilliam Allen · Stafford Slick             | 2x0 Relatório (21-13,21-16)         | ItáliaAlex Ranghieri · Marco Caminati            |
| Aberto de Tóquio Tóquio,Japão De 24 a 28 de julho de 2019                                     | NoruegaAnders Mol · Christian Sørum                | 2x0 Relatório (21-17,21-18)         | AlemanhaNils Ehlers · Lars Flüggen               | Países BaixosAlexander Brouwer · Robert Meeuwsen         | 2x0 Relatório (21-12,21-17)         | BrasilAlison Cerutti · Álvaro Filho              |
| Aberto de Pinarella Pinarella, Itália. De 25 a 28 de julho de 2019                            | Rússia Maksim Hudyakov · Igor Velichko             | 2x1 Relatório (22-20,15-21,15-12)   | ÁustriaFlorian Ertl · Johannes Kratz             | RússiaMaxim Sivolap · Artem Yarzutkin                    | 2x0 Relatório (21-19, 21-14)        | África do SulGrant Goldschmidt · Leo Williams    |
| Major Series de Vienna Viena, Áustria. De 29 de julho a 4 de agosto de 2019                   | NoruegaAnders Mol · Christian Sørum                | 2x0 Relatório (21-11, 21-17)        | BrasilAlison Cerutti · Álvaro Filho              | PolóniaMichał Bryl · Grzegorz Fijałek                    | 2x1 Relatório (21-17,17-21,15-11)   | Estados UnidosPhil Dalhausser · Nick Lucena      |
| Aberto de Ljubliana Ljubliana, Eslovênia. De 31 de julho a 4 de agosto de 2019                | EslovêniaTadej Boženk · Vid Jakopin                | 2x1 Relatório (16-21,21-18,15-11)   | EslovêniaJan Pokeršnik · Nejc Zemljak            | Países BaixosYorick de Groot · Mees Blom                 | 2x0 Relatório (21-18, 21-18)        | ÁustriaFlorian Ertl · Johannes Kratz             |
| Aberto de Malbork Malbork, Polônia. De 1 a 4 de agosto de 2019                                | PolóniaMichał Kądzioła · Marcin Ociepski           | 2x0 Relatório (23-21, 21-17)        | LituâniaPatrikas Stankevičius · Audrius Knašas   | PolóniaMariusz Prudel · Mikolaj Miszczuk                 | 2x0 Relatório (24-22, 21-15)        | PolóniaMartin Chiniewicz · Michal Korycki        |
| Aberto de Vaduz Vaduz, Liechtenstein. De 7 a 11 de agosto de 2019                             | ÁustriaMoritz Kindl · Mathias Seiser               | 2x1 Relatório (17-21, 21-19, 16-14) | RússiaDaniil Kuvichka · Audrius Knašas           | Países BaixosJasper Bouter · Ruben Penninga              | 2x0 Relatório (21-18, 21-15)        | ÁustriaFlorian Ertl · Johannes Kratz             |
| Aberto de Miguel Pereira Miguel Pereira, Brasil. De 8 a 11 de agosto de 2019                  | BrasilRenato Andrew · Rafael Andrew                | 2x0 Relatório (21-19, 24-22)        | BrasilArthur Lanci · Adrielson Emanuel           | BrasilHevaldo Moreira · Vinícius Freitas                 | 2x1 Relatório (12-21, 21-15, 15-13) | BrasilJoalysson Gomes · Léo Vieira               |
| Aberto de Budapeste Budapeste, Hungria. De 8 a 11 de agosto de 2019                           | ItáliaSamuele Cottafava · Jakob Windisch           | 2x1 Relatório (21-16,19-21, 15-9)   | NoruegaDaniel Bergerud · Lars Retterholt         | LetôniaToms Šmēdiņš · Haralds Regža                      | 2x0 Relatório (21-18, 23-21)        | JapãoKensuke Shōji · Masato Kurasaka             |
| Aberto de Moscou Moscou,Rússia De 14 a 18 de agosto de 2019                                   | LetôniaAleksandrs Samoilovs · Jānis Šmēdiņš        | 2x0 Relatório (21-12,21-16)         | BrasilAlison Cerutti · Álvaro Filho              | AlemanhaJulius Thole · Clemens Wickler                   | 2x0 Relatório (21-0, 21-0)          | BrasilGustavo Carvalhaes · Saymon Barbosa Santos |
| Aberto de Knokke-Heist Knokke-Heist, Bélgica. De 15 a 18 de agosto de 2019                    | FrançaJérémy Silvestre · Timothée Platre           | 2x1 Relatório (21-18,19-21,17-15)   | RússiaPavel Shustrov · Alexey Gusev              | ÁustriaMaximilian Trummer · Mathias Seiser               | 2x0 Relatório (21-15, 21-13)        | BélgicaAnshel ver Eecke · Tim Lemmens            |
| Aberto de Rubavu Rubavu (distrito), Ruanda. De 21 a 24 de agosto de 2019                      | JapãoKensuke Shōji · Masato Kurasaka               | 2x1 Relatório (12–21, 21–17, 17–15) | DinamarcaJacob Stormly · Nicolai Overgaard       | InglaterraJavier Bello · Joaquin Bello                   | 2x0 Relatório (21–18, 21–15)        | JapãoHitoshi Murakami · Keisuke Shimizu          |
| Aberto de Jūrmala Jūrmala, Letônia De 21 a 25 de agosto de 2019                               | LetôniaAleksandrs Samoilovs · Jānis Šmēdiņš        | 2x0 Relatório (23–21, 21–14)        | EstóniaKusti Nõlvak · Mart Tiisaar               | BielorrússiaAliaksandr Dziadkou · Pavel Piatrushka       | 2x0 Relatório (21–19, 21–16)        | AlemanhaArmin Dollinger · Eric Stadie            |
| Aberto de Salalah Salalah, Omã. De 24 a 27 de agosto de 2019                                  | DinamarcaDaniel Thomsen · Morten Overgaard         | 2x1 Relatório (21–23, 21–11, 15–9)  | OmãHaitham Alshereiqi Ahmed Alhousni             | PolóniaPiotr Janiak · Piotr Ilewicz                      | 2x1 Relatório (21–15, 12–21, 15–9)  | OmãNouh Al-Jalbubi Mazin Alhashmi                |
| Aberto de Montpellier Montpellier, França. De 27 a 31 de agosto de 2019                       | Países BaixosDirk Boehlé · Stefan Boermans         | 2x0 Relatório (21–19, 21–16)        | FrançaQuincy Ayé · Arnaud Gauthier-Rat           | ÁustriaLaurenz Leitner · Florian Schnetzer               | 2x1 Relatório (21–15, 25–27, 15–8)  | ÁustriaMichael Murauer · Arwin Kopschar          |
| Aberto de Oslo Oslo, Noruega. De 28 de agosto a 1 de setembro de 2019                         | NoruegaAnders Mol · Nils Ringøen                   | 2x0 Relatório (21–16, 21–18)        | NoruegaMarkus Mol · Christian Sørum              | NoruegaHendrik Mol · Mathias Berntsen                    | 2x0 Relatório (23–21, 21–10)        | NoruegaLars Retterholt · Daniel Bergerud         |
| Finais do Circuito Mundial Roma, Itália De 4 a 8 de setembro de 2019                          | RússiaViacheslav Krasilnikov · Oleg Stoyanovskiy   | 2x0 Relatório (21-16, 21-16)        | AlemanhaJulius Thole · Clemens Wickler           | NoruegaAnders Mol · Christian Sørum                      | 2x0 Relatório (21-16, 21-15)        | Estados UnidosJacob Gibb · Taylor Crabb          |

### Feminino
| Torneio                                                                                       | Ouro                                                | Placar                              | Prata                                               | Bronze                                              | Placar                              | Quarto lugar                                         |
| Aberto de Siófok Siófok,Hungria De 23 a 26 de agosto de 2018                                  | EslovêniaTjaša Jančar · Tjaša Kotnik                | 2x0 Relatório (21-19,21-12)         | SuéciaSara Cavretti · Sofia Wahlén                  | JapãoSatono Ishitsubo · Asami Shiba                 | 2x0 Relatório (21-14,21-17)         | PolóniaAgata Ceynowa · Martyna Kłoda                 |
| Aberto de Montpellier Montpellier,França De 28 de agosto a 1 de setembro de 2018              | FrançaAlexandra Jupiter · Lézana Placette           | 2x1 Relatório (21–15,12-21, 15–12)  | Suíça Esmée Böbner · Zoé Vergé-Dépré                | Suíça Nicole Eiholzer · Elena Steinemann            | 2x1 Relatório (22-20,14-21,15-6)    | FrançaOphélie Lusson · Laura Longuet                 |
| Aberto de Zhongwei Zhongwei,China De 14 a 16 de setembro de 2018                              | ChinaWen Shuhui · Wang Jingzhe                      | 2x0 Relatório (21-14,26-24)         | ChinaWang Fan · Xue Chen                            | BrasilMaria Clara Salgado · Elize Maia Secomandi    | 2x0 Relatório (21-18,21-18)         | ChinaZhu Lingdi · Lin Meimei                         |
| Aberto de Qinzhou Qinzhou,China De 30 de setembro a 4 de outubro de 2018                      | BrasilAna Patrícia Ramos · Rebecca Cavalcante       | 2x1 Relatório (18–21,21-15, 15–12)  | ItáliaMarta Menegatti · Viktoria Orsi Toth          | Estados UnidosSarah Sponcil · Kelly Claes           | 2x0 Relatório (21-13,21-16)         | RússiaEvgenia Ukolova · Ekaterina Birlova            |
| Aberto de Yangzhou Yangzhou,China De 10 a 14 de outubro de 2018                               | Estados UnidosAlexandra Klineman April Ross         | 2x0 Relatório (21-19,21-16)         | BrasilAna Patrícia Ramos · Rebecca Cavalcante       | Estados UnidosSummer Ross · Sara Hughes             | 2x1 Relatório (16-21,23-21,15-5)    | CanadáSarah Pavan · Melissa Humana-Paredes           |
| Aberto de Las Vegas Las Vegas,Estados Unidos De 17 a 21 de outubro de 2018                    | CanadáHeather Bansley · Brandie Wilkerson           | 2x1 Relatório (21-17,17-21,15-9)    | CanadáMelissa Humana-Paredes · Sarah Pavan          | BrasilMaria Elisa Antonelli · Carol Salgado         | 2x1 Relatório (19-21,21-17,15-0)    | BrasilAna Patrícia Ramos · Rebecca Cavalcante        |
| Aberto de Chetumal Chetumal,México De 24 a 28 de outubro de 2018                              | CanadáHeather Bansley · Brandie Wilkerson           | 2x0 Relatório (21-12,21-13)         | Estados UnidosCaitlin Ledoux · Geena Urango         | Estados UnidosKerri Walsh Jennings · Brooke Sweat   | 2x1 Relatório (16-21,21-8,15-10)    | CanadáMegan McNamara · Nicole McNamara               |
| Aberto de Inverno de Ljubljana Ljubljana, Eslovênia De 29 de novembro a 2 de dezembro de 2018 | GréciaPanagiota Karagkouni · Vassiliki Arvaniti     | 2x0 Relatório (21-18,21-15)         | LituâniaVytenė Vitkauskaitė · Urtė Andriukaitytė    | UcrâniaDiana Lunina · Maryna Samoday                | 2x0 Relatório (21-14,21-15)         | LetôniaVarvara Brailko · Anete Namiķe                |
| Aberto de Haia Haia,Países Baixos De 2 a 6 de janeiro de 2019                                 | BrasilAna Patrícia Ramos · Rebecca Cavalcante       | 2x0 Relatório (21-10,21-18)         | Estados UnidosSarah Sponcil · Kelly Claes           | FinlândiaTaru Lahti · Anniina Parkkinen             | 2x1 Relatório (15–21, 21–13, 15–6)  | Estados UnidosAlexandra Klineman April Ross ·        |
| Aberto de Phnom Penh Phnom Penh, Camboja. De 21 a 24 de fevereiro de 2019                     | GréciaPanagiota Karagkouni · Vassiliki Arvaniti     | 2x0 Relatório (21-14,21-17)         | Estados UnidosAmanda Dowdy · Corinne Quiggle        | JapãoChiyo Suzuki · Yurika Sakaguchi                | 2x1 Relatório (19-21,23-21,15-12)   | TailândiaRumpaipruet Numwong · Tanarattha Udomchavee |
| Aberto de Vishakhapatnam Vishakhapatnam, Índia De 28 de fevereiro a 3 de março de 2019        | ChéquiaMartina Bonnerová · Martina Maixnerová       | 2x1 Relatório (19-21,21-18,15-9)    | JapãoChiyo Suzuki · Yurika Sakaguchi                | ÁustriaNadine Strauss · Teresa Strauss              | 2x0 Relatório (21-16,21-18)         | VanuatuMiller Pata · Sherysyn Toko                   |
| Aberto de Sydney Sydney, Austrália De 6 a 10 de março de 2019                                 | AustráliaBecchara Palmer · Nicole Laird             | 2x1 Relatório (19-21,21-16,15-13)   | Estados UnidosEmily Day · Betsi Flint               | Estados UnidosKerri Walsh Jennings · Brooke Sweat   | 2x0 Relatório (21-19,21-19)         | ChinaWang Fan · Xia Xinyi                            |
| Aberto de Battambang Battambang, Camboja. De 4 a 7 de abril de 2019                           | Estados UnidosLara Dykstra · Cassie House           | 2x0 Relatório (21-19,21-14)         | GréciaKonstantina Tsopoulou · Dimitra Manavi        | JapãoSatono Ishitsubo · Asami Shiba                 | 2x0 Relatório (22-20,21-13)         | JapãoSakurako Fujii · Minori Kumada                  |
| Aberto de Satun Satun, Tailândia. De 8 a 11 de abril de 2019                                  | Taipé ChinesaKou Nai-han · Liu Pi-hsin              | 2x1 Relatório (18-21,21-18,15-12)   | VanuatuMiller Pata · Sherysyn Toko                  | UcrâniaDiana Lunina · Maryna Samoday                | 2x0 Relatório (23-21,21-15)         | ColômbiaAndrea Galindo · Claudia Galindo             |
| Aberto de Langkawi Langkawi, Malásia. De 11 a 14 de abril de 2019                             | Estados UnidosLara Dykstra · Cassie House           | 2x1 Relatório (16-21,21-19,15-13)   | UcrâniaDiana Lunina · Maryna Samoday                | GréciaKonstantina Tsopoulou · Dimitra Manavi        | 2x1 Relatório (13-21,21-13,15-13)   | JapãoMayu Sawame · Yurika Sakaguchi                  |
| Aberto de Gotemburgo Gotemburgo, Suécia. De 18 a 21 de abril de 2019                          | Países BaixosEmi van Driel · Raïsa Schoon           | 2x0 Relatório (21-17,21-15)         | UcrâniaInna Makhno · Iryna Makhno                   | NoruegaAne Hjortland · Victoria Kjølberg            | 2x1 Relatório (21-14,18-21,17-15)   | Países BaixosKatja Stam · Julia Wouters              |
| Aberto de Xiamen Xiamen,China De 24 a 28 de abril de 2019                                     | BrasilAna Patrícia Ramos · Rebecca Cavalcante       | 2x0 Relatório (25-23,26-24)         | ChéquiaBarbora Hermannová · Markéta Sluková         | AustráliaMariafe Artacho del Solar · Taliqua Clancy | 2x0 Relatório (21-18,21-13)         | Estados UnidosSummer Ross · Sara Hughes              |
| Aberto de Kuala Lumpur Kuala Lumpur, Malásia De 30 de abril a 5 de maio de 2019               | ChéquiaBarbora Hermannová · Markéta Sluková         | 2x1 Relatório (24–26,22-20, 15–12)  | Estados UnidosKerri Walsh Jennings · Brooke Sweat   | AlemanhaJulia Sude · Karla Borger                   | 2x0 Relatório (23-21,21-19)         | EspanhaPaula Soria · María Belén Carro               |
| Aberto de Tuần Châu Tuần Châu, Vietnã. De 9 a 12 de maio de 2019                              | RússiaKsenia Dabizha · Daria Rudykh                 | 2x0 Relatório (21-16,21-16)         | RússiaEkaterina Syrtseva · Alexandra Moiseeva       | JapãoYukako Suzuki · Yui Nagata                     | 2x0 Relatório (21-19,21-17)         | RoméniaBeata Vaida · Ioana-Alexandra Ordean          |
| Aberto de Itapema Itapema,Brasil De 15 a 19 de maio de 2019                                   | Estados UnidosAlexandra Klineman · April Ross       | 2x1 Relatório (25-23,18-21,15-10)   | CanadáSarah Pavan · Melissa Humana-Paredes          | CanadáHeather Bansley · Brandie Wilkerson           | 2x1 Relatório (21-19,17-21,22-20)   | Países BaixosJoy Stubbe · Marleen van Iersel         |
| Aberto de Aydın Aydın, Turquia De 15 a 19 de maio de 2019                                     | RússiaMaria Voronina · Mariia Bocharova             | 2x1 Relatório (21-17,16-21,16-14)   | UcrâniaDiana Lunina · Maryna Samoday                | Suíça Laura Caluori · Dunja Gerson                  | 2x0 Relatório (21-14,21-14)         | CanadáTaylor Pischke · Sophie Bukovec                |
| Aberto de Jinjiang Jinjiang,China De 22 a 26 de maio de 2019                                  | Estados UnidosKerri Walsh Jennings · Brooke Sweat   | 2x0 Relatório (21-17,21-19)         | AustráliaMariafe Artacho del Solar · Taliqua Clancy | BrasilAna Patrícia Ramos · Rebecca Cavalcante       | 2x0 Relatório (21-19,21-15)         | BrasilÁgatha Bednarczuk · Eduarda Santos Lisboa      |
| Aberto de Boracay Boracay, Filipinas. De 23 a 26 de maio de 2019                              | JapãoYukako Suzuki · Yui Nagata                     | 2x0 Relatório (21-15,21-18)         | JapãoSakurako Fujii · Minori Kumada                 | AustráliaBrittany Kendall · Stefanie Weiler         | 2x1 Relatório (23-25,21-13,15-13)   | EslovêniaTjaša Kotnik · Tjaša Jančar                 |
| Aberto de Ostrava Ostrava,República Tcheca De 29 de maio a 2 de junho de 2019                 | BrasilÁgatha Bednarczuk · Eduarda Santos Lisboa     | 2x0 Relatório (21-19,21-17)         | BrasilAna Patrícia Ramos · Rebecca Cavalcante       | Países BaixosSanne Keizer · Madelein Meppelink      | 2x0 Relatório (25-23,21-17)         | Estados UnidosKerri Walsh Jennings · Brooke Sweat    |
| Aberto de Nantong Nantong, China. De 30 de maio a 2 de junho de 2019                          | ChinaWen Shuhui · Wang Jingzhe                      | 2x1 Relatório (21-9,18-21,15-12)    | BrasilÂngela Lavalle · Carolina Horta Máximo        | RússiaKsenia Dabizha · Daria Rudykh                 | 2x0 Relatório (25-13,21-16)         | PolóniaJagoda Gruszczyńska · Aleksandra Gromadowska  |
| Aberto de Nanjing Nanjing, China. De 6 a 9 de junho de 2019                                   | ChinaWen Shuhui · Wang Jingzhe                      | 2x0 Relatório (21-17,21-15)         | BrasilÂngela Lavalle · Carolina Horta Máximo        | JapãoChiyo Suzuki · Yurika Sakaguchi                | 2x0 Relatório (21-18,22-20)         | ItáliaAgata Zuccarelli · Gaia Traballi               |
| Aberto de Baden Baden-Baden, Alemanha. De 6 a 10 de junho de 2019                             | ÁustriaKatharina Schützenhöfer · Lena Plesiutschnig | 2x0 Relatório (21-17,21-12)         | Países BaixosKatja Stam · Julia Wouters             | ÁustriaNadine Strauss · Teresa Strauss              | 2x1 Relatório (21-19,18-21, 19-17)  | BélgicaSarah Cools · Lisa Van Den Vonder             |
| Aberto de Varsóvia Varsóvia,Polônia De 11 a 16 de junho de 2019                               | AustráliaMariafe Artacho del Solar · Taliqua Clancy | 2x0 Relatório (22-20,21-17)         | Estados UnidosKelley Larsen · Emily Stockman        | BrasilÁgatha Bednarczuk · Eduarda Santos Lisboa     | 2x0 Relatório (23-21,21-16)         | BrasilCarol Salgado · Maria Elisa Antonelli          |
| Aberto da Ilha de Ios Ios, Grécia. De 13 a 16 de junho de 2019                                | GréciaKonstantina Tsopoulou · Dimitra Manavi        | 2x0 Relatório (21-18,21-16)         | RoméniaBeata Vaida · Ioana-Alexandra Ordean         | Reino UnidoAnaya Evans · Ellie Austin               | 2x0 Relatório (21-17,22-20)         | SuéciaSofia Ögren · Camilla Nilsson                  |
| Campeonato Mundial Hamburgo,Alemanha De 28 de junho a 7 de julho de 2019                      | CanadáSarah Pavan · Melissa Humana-Paredes          | 2x0 Relatório (23-21,23-21)         | Estados UnidosAlexandra Klineman · April Ross       | AustráliaMariafe Artacho del Solar · Taliqua Clancy | 2x0 Relatório (21-18,22-20)         | Suíça Nina Betschart · Tanja Hüberli                 |
| Aberto de Qidong Qidong, China. De 4 a 7 de julho de 2019                                     | ChinaWen Shuhui · Wang Jingzhe                      | 2x1 Relatório (21-14, 14-21, 15-7)  | ChéquiaMichaela Kubíčková · Michala Kvapilová       | JapãoChiyo Suzuki · Yurika Sakaguchi                | 2x0 Relatório (21-17,21-11)         | Taipé ChinesaKou Nai-han · Liu Pi-hsin               |
| Major Series de Gstaad Gstaad, Suíça. De 9 a 14 de julho de 2019                              | Estados UnidosAlexandra Klineman · April Ross       | 2x1 Relatório (15-21,21-17,15-12)   | BrasilMaria Elisa Antonelli · Carolina Salgado      | BrasilAna Patrícia Ramos · Rebecca Cavalcante       | 2x0 Relatório (14-21,12-21)         | Suíça Nina Betschart · Tanja Hüberli                 |
| Aberto de Daegu Daegu, Coreia De 11 a 14 de julho de 2019                                     | RússiaEkaterina Syrtseva · Alexandra Moiseeva       | 2x1 Relatório (15-21,21-17,15-12)   | Japão Kaho Sakaguchi · Reika Murakami               | IndonésiaDhita Juliana · Putu Utami                 | 2x1 Relatório (17-21,21-18,16-14)   | ÁustriaEva Freiberger · Valerie Teufl                |
| Aberto de Alba Adriatica Alba Adriatica, Itália. De 12 a 14 de julho de 2019                  | Países BaixosEmi van Driel · Raïsa Schoon           | 2x0 Relatório (21-17,21-11)         | ItáliaAgata Zuccarelli · Gaia Traballi              | Países BaixosKatja Stam · Julia Wouters             | 2x0 Relatório (21-16,21-17)         | ItáliaFederica Frasca · Arianna Barboni              |
| Aberto de Espinho Espinho,Portugal De 17 a 21 de julho de 2019                                | Rússia Nadezda Makroguzova · Svetlana Kholomina     | 2x0 Relatório (21-17,21-16)         | Estados UnidosSarah Sponcil · Kelly Claes           | BrasilAna Patrícia Ramos · Rebecca Cavalcante       | 2x1 Relatório (21-18, 18-21,15-12)  | BrasilÁgatha Bednarczuk · Eduarda Santos Lisboa      |
| Aberto de Edmonton Edmonton, Canadá De 17 a 21 de julho de 2019                               | CanadáSarah Pavan · Melissa Humana-Paredes          | 2x0 Relatório (21-11,21-16)         | Estados UnidosBetsi Flint · Emily Day               | Japão Akiko Hasegawa · Azusa Futami                 | 2x0 Relatório (21-19,21-17)         | Austrália Becchara Palmer · Nicole Laird             |
| Aberto de Tóquio Tóquio,Japão De 24 a 28 de julho de 2019                                     | BrasilÁgatha Bednarczuk · Eduarda Santos Lisboa     | 2x0 Relatório (21-19,21-18)         | Estados UnidosAlexandra Klineman · April Ross       | CanadáHeather Bansley · Brandie Wilkerson           | 2x0 Relatório (21-19,21-11)         | AlemanhaJulia Sude · Karla Borger                    |
| Major Series de Vienna Viena, Áustria. De 31 de julho a 4 de agosto de 2019                   | CanadáSarah Pavan · Melissa Humana-Paredes          | 2x0 Relatório (21-19,21-16)         | BrasilMaria Elisa Antonelli · Carol Salgado         | BrasilÁgatha Bednarczuk · Eduarda Santos Lisboa     | 2x0 Relatório (31-29,21-19)         | BrasilTalita Antunes · Taiana Lima                   |
| Aberto de Ljubliana Ljubliana, Eslovênia. De 1 a 3 de agosto de 2019                          | UcrâniaInna Makhno · Iryna Makhno                   | 2x1 Relatório (14-21, 21-16,15-13)  | NoruegaAne Hjortland · Victoria Kjølberg            | Países BaixosKatja Stam · Julia Wouters             | 2x0 Relatório (21-13,21-11)         | Japão Kaho Sakaguchi · Reika Murakami                |
| Aberto de Vaduz Vaduz, Liechtenstein. De 7 a 10 de agosto de 2019                             | Países BaixosEmma Piersma · Pleun Ypma              | 2x0 Relatório (21-14,21-14)         | Japão Kaho Sakaguchi · Reika Murakami               | JapãoSayaka Mizoe · Suzuka Hashimoto                | 2x0 Relatório (21-0,21-0)           | Países BaixosKatja Stam · Julia Wouters              |
| Aberto de Miguel Pereira Miguel Pereira, Brasil. De 8 a 11 de agosto de 2019                  | BrasilAndressa Cavalcanti · Diana Romariz           | 2x1 Relatório (21-14,19-21,15-9)    | Brasil Vitória Rodrigues · Vanilda Leão             | BrasilJosimari Alves · Juliana Silva                | 2x1 Relatório (20-22, 21-16,15-13)  | BrasilIzabel Cristina Santos · Aline Lebioda         |
| Aberto de Budapeste Budapeste, Hungria. De 8 a 11 de agosto de 2019                           | JapãoChiyo Suzuki · Yurika Sakaguchi                | 2x1 Relatório (19-21,21-17,15-8)    | Rússia Daria Mastikova · Polina Tsyganova           | Países BaixosEmi van Driel · Raïsa Schoon           | 2x0 Relatório (21-14,21-15)         | Nova ZelândiaFrancesca Kirwan · Olivia MacDonald     |
| Aberto de Moscou Moscou,Rússia De 14 a 18 de agosto de 2019                                   | Suíça Anouk Vergé-Dépré · Joana Heidrich            | 2x1 Relatório (21–18, 16–21, 15–8)  | BrasilTaiana Lima · Talita Antunes                  | Estados UnidosKerri Walsh Jennings · Brooke Sweat   | 2x1 Relatório (24–26, 21–18, 15–10) | AlemanhaJulia Sude · Karla Borger                    |
| Aberto de Knokke-Heist Knokke-Heist, Bélgica. De 15 a 18 de agosto de 2019                    | ColômbiaAndrea Galindo · Claudia Galindo            | 2x1 Relatório (21–16, 19–21, 15–10) | DinamarcaCecilie Olsen · Sofia Bisgaard             | Países BaixosEmi van Driel · Raïsa Schoon           | 2x0 Relatório (21–13, 21–17)        | BélgicaEls Vandesteene · Maud Catry                  |
| Aberto de Rubavu Rubavu, Ruanda. De 21 a 24 de agosto de 2019                                 | Países BaixosIris Reinders · Mexime van Driel       | 2x0 Relatório (21–16, 23–21)        | DinamarcaCecilie Olsen · Signe Zibrandtsen          | Reino UnidoVictoria Palmer · Jessica Grimson        | 2x0 Relatório (21–10, 21–14)        | RuandaCharlotte Nzayisenga · Judith Hakizimana       |
| Aberto de Zhongwei Zhongwei, China. De 22 a 25 de agosto de 2019                              | ChinaWen Shuhui · Wang Jingzhe                      | 2x1 Relatório (21–17, 13–21, 15–13) | JapãoSayaka Mizoe · Miki Koshikawa                  | ChinaChen Chunxia · Zhu Lingdi                      | 2x0 Relatório (21–13, 21–16)        | JapãoChiyo Suzuki · Yurika Sakaguchi                 |
| Finais do Circuito Mundial Roma, Itália De 4 a 8 de setembro de 2019                          | AlemanhaLaura Ludwig · Margareta Kozuch             | 2x0 Relatório (21-19, 21-17)        | BrasilÁgatha Bednarczuk · Eduarda Santos Lisboa     | BrasilAna Patrícia Ramos · Rebecca Cavalcante       | 2x1 Relatório (19-21, 21-18, 16-14) | Suíça Anouk Vergé-Dépré · Joana Heidrich             |

## Quadro de medalhas
| Ordem | País           | Medalha de ouro | Medalha de prata | Medalha de bronze | Total |
| ----- | -------------- | --------------- | ---------------- | ----------------- | ----- |
| 1     | Rússia         | 12              | 10               | 5                 | 27    |
| 2     | Brasil         | 10              | 14               | 13                | 37    |
| 3     | Noruega        | 8               | 4                | 4                 | 16    |
| 4     | Estados Unidos | 7               | 12               | 8                 | 27    |
| 5     | Canadá         | 5               | 3                | 3                 | 11    |
| 6     | Países Baixos  | 5               | 2                | 9                 | 16    |
| 7     | Áustria        | 5               | 2                | 4                 | 11    |
| 8     | França         | 5               | 2                | 1                 | 8     |
| 9     | China          | 5               | 1                | 1                 | 7     |
| 10    | Japão          | 3               | 6                | 10                | 19    |
| 11    | Grécia         | 3               | 1                | 1                 | 5     |
| 12    | Alemanha       | 2               | 4                | 4                 | 8     |
| 13    | Irão           | 2               | 3                | 3                 | 8     |
| 14    | Ucrânia        | 2               | 3                | 2                 | 7     |
| 15    | Chéquia        | 2               | 3                | 1                 | 6     |
| 16    | Polónia        | 2               | 2                | 5                 | 9     |
| 17    | Austrália      | 2               | 1                | 4                 | 7     |
| 18    | Suíça          | 2               | 1                | 3                 | 6     |
| 19    | Letônia        | 2               | 1                | 2                 | 5     |
| 20    | Eslovênia      | 2               | 1                | 0                 | 3     |
| 21    | Bielorrússia   | 2               | 0                | 1                 | 3     |
| 22    | Chile          | 2               | 0                | 0                 | 2     |
| 23    | Itália         | 1               | 4                | 0                 | 5     |
| 24    | Dinamarca      | 1               | 3                | 1                 | 5     |
| 25    | Cazaquistão    | 1               | 1                | 1                 | 3     |
| 26    | Taipé Chinesa  | 1               | 1                | 0                 | 2     |
| 27    | Tailândia      | 1               | 0                | 1                 | 2     |
| 28    | Colômbia       | 1               | 0                | 0                 | 1     |
| 29    | Lituânia       | 0               | 3                | 0                 | 3     |
| 30    | Espanha        | 0               | 1                | 2                 | 3     |
| 31    | Turquia        | 0               | 1                | 1                 | 2     |
| 32    | Suécia         | 0               | 1                | 0                 | 1     |
| 32    | África do Sul  | 0               | 1                | 0                 | 1     |
| 32    | Vanuatu        | 0               | 1                | 0                 | 1     |
| 32    | Roménia        | 0               | 1                | 0                 | 1     |
| 32    | Estónia        | 0               | 1                | 0                 | 1     |
| 32    | Omã            | 0               | 1                | 0                 | 1     |
| 38    | Inglaterra     | 0               | 0                | 3                 | 3     |
| 39    | Bélgica        | 0               | 0                | 1                 | 1     |
| 39    | Finlândia      | 0               | 0                | 1                 | 1     |
| 39    | Catar          | 0               | 0                | 1                 | 1     |
| 39    | Indonésia      | 0               | 0                | 1                 | 1     |
|       |                | 96              | 96               | 96                | 288   |